# بییلدو
بییلدو (به اسپانیایی: Villoldo) یک شهرستان در اسپانیا است که در استان پالنسیا واقع شده‌است.

## خصوصیات
بییلدو ۴۰ کیلومترمربع مساحت و ۴۴۴ نفر جمعیت دارد.